# جانقو قوا (ملگار)
جانقو قوا (به اسپانیایی: Janq'u Q'awa) یک کوه در پرو است که در Peru, Puno Region, Melgar Province واقع شده‌است. جانقو قوا ۴٬۴۳۵٫۱ متر بالاتر از سطح دریا واقع شده‌است.